# Pomnik Juliusza Słowackiego w Poznaniu
Pomnik Juliusza Słowackiego – pomnik w formie popiersia, upamiętniający Juliusza Słowackiego, zlokalizowany w Parku Marcinkowskiego, w centrum Poznania, w pobliżu Alei Niepodległości.

## Charakterystyka
Pomnik zastąpił w okresie międzywojennym, stojące w tym miejscu (od 1907 roku) popiersie Friedricha Schillera, znajdujące się tu z uwagi na fakt, że park wcześniej nosił miano tego niemieckiego artysty. Autorem obecnego monumentu jest Władysław Marcinkowski, który stworzył go w 1923 w bryle białego marmuru. Autor wzorował się na swoim wcześniejszym dziele – popiersiu poety z pomnika w Miłosławiu (1899), pierwszego na ziemiach polskich, poświęconego Juliuszowi Słowackiemu. Popiersie przetrwało wojnę, ukryte przed nazistami w ziemi. Zakopali je pracownicy ogrodów miejskich.
Pomnik postawiono dla uczczenia poety, który przebywał w Poznaniu w 1848 i mieszkał przy ul. Piekary.
W niewielkiej odległości od popiersia Słowackiego stoi modernistyczna rzeźba Paw, zrealizowana w 1962 przez Annę Krzymańską.